# László Sepsi
László Sepsi  (pronunciació en hongarès: /ˈlaːsloː ˈʃɛpʃi/) (Luduș, 7 de juny de 1986) és un futbolista romanès que jugà al Politènica Timişoara.